# Psilodon gilberti
Psilodon gilberti is een keversoort uit de familie vliegende herten (Lucanidae). De wetenschappelijke naam van de soort is voor het eerst geldig gepubliceerd in 1992 door Boucher.